# Sergey Khizhnichenko
Sergey Khizhnichenko (en russe : Сергей Хижниченко), né le 17 juillet 1991 à Öskemen au Kazakhstan, est un footballeur international kazakh.

## Biographie

### Sélection
Sergey Khizhnichenko est convoqué pour la première fois par le sélectionneur national Bernd Storck pour un match des éliminatoires de la coupe du monde 2010 face à l'Ukraine le 10 juin 2009 (2-1). Le 9 septembre 2009, il marque son premier doublé en équipe du Kazakhstan lors du match des éliminatoires de la coupe du monde 2010 face à l'Andorre.

## Palmarès

### En club
- Chakhtior Karagandy :
  - Champion du Kazakhstan en 2011 et 2012
  - Vainqueur de la Supercoupe du Kazakhstan en 2013

## Statistiques

### Statistiques en club
| Saison                | Club                  | Championnat           | Championnat | Championnat | Coupe(s) nationale(s) | Coupe(s) nationale(s) | Compétition(s) continentale(s) | Compétition(s) continentale(s) | Compétition(s) continentale(s) | Kazakhstan | Kazakhstan | Total | Total |
| Saison                | Club                  | Division              | M.          | B.          | M.                    | B.                    | Comp.                          | M.                             | B.                             | M.         | B.         | M.    | B.    |
| 2008                  | Vostok Öskemen        | Premier-Liga          | 14          | 1           | 1                     | 0                     | -                              | -                              | -                              | -          | -          | 15    | 1     |
| 2009                  | Vostok Öskemen        | Premier-Liga          | 24          | 6           | 4                     | 0                     | -                              | -                              | -                              | 4          | 3          | 32    | 9     |
| 2010                  | Lokomotiv Astana      | Premier-Liga          | 15          | 2           | 1                     | 0                     | -                              | -                              | -                              | 1          | 0          | 17    | 2     |
| 2010                  | FK Atyraou            | Premier-Liga          | 14          | 1           | 1                     | 0                     | C3                             | 2                              | 0                              | 4          | 0          | 21    | 1     |
| 2011                  | Chakhtior Karagandy   | Premier-Liga          | 31          | 16          | 2                     | 0                     | C3                             | 4                              | 0                              | 5          | 0          | 42    | 16    |
| 2012                  | Chakhtior Karagandy   | Premier-Liga          | 12          | 3           | 1                     | 0                     | -                              | -                              | -                              | 2          | 0          | 15    | 3     |
| 2013                  | Chakhtior Karagandy   | Premier-Liga          | 17          | 5           | 3                     | 0                     | C1+C3                          | 6+1                            | 4+0                            | 3          | 1          | 30    | 10    |
| Total sur la carrière | Total sur la carrière | Total sur la carrière | 127         | 34          | 13                    | 0                     | -                              | 13                             | 4                              | 19         | 4          | 172   | 42    |

### Buts en sélection
Le tableau suivant liste les résultats de tous les buts inscrits par Sergey Khizhnichenko avec l'équipe du Kazakhstan.